# Quách Thị Trang

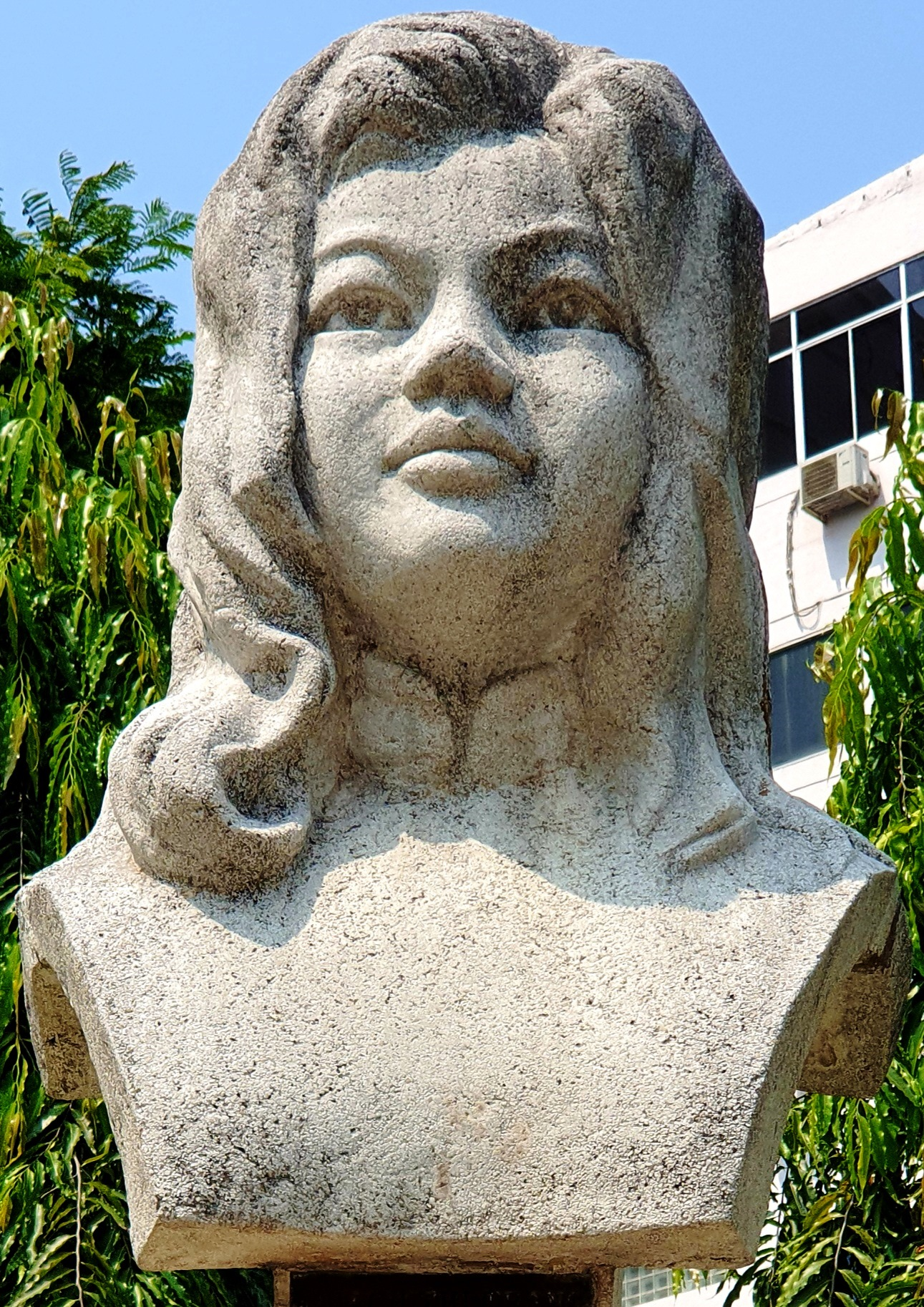
Tượng chị Quách Thị Trang ở Công viên Bách Tùng Diệp

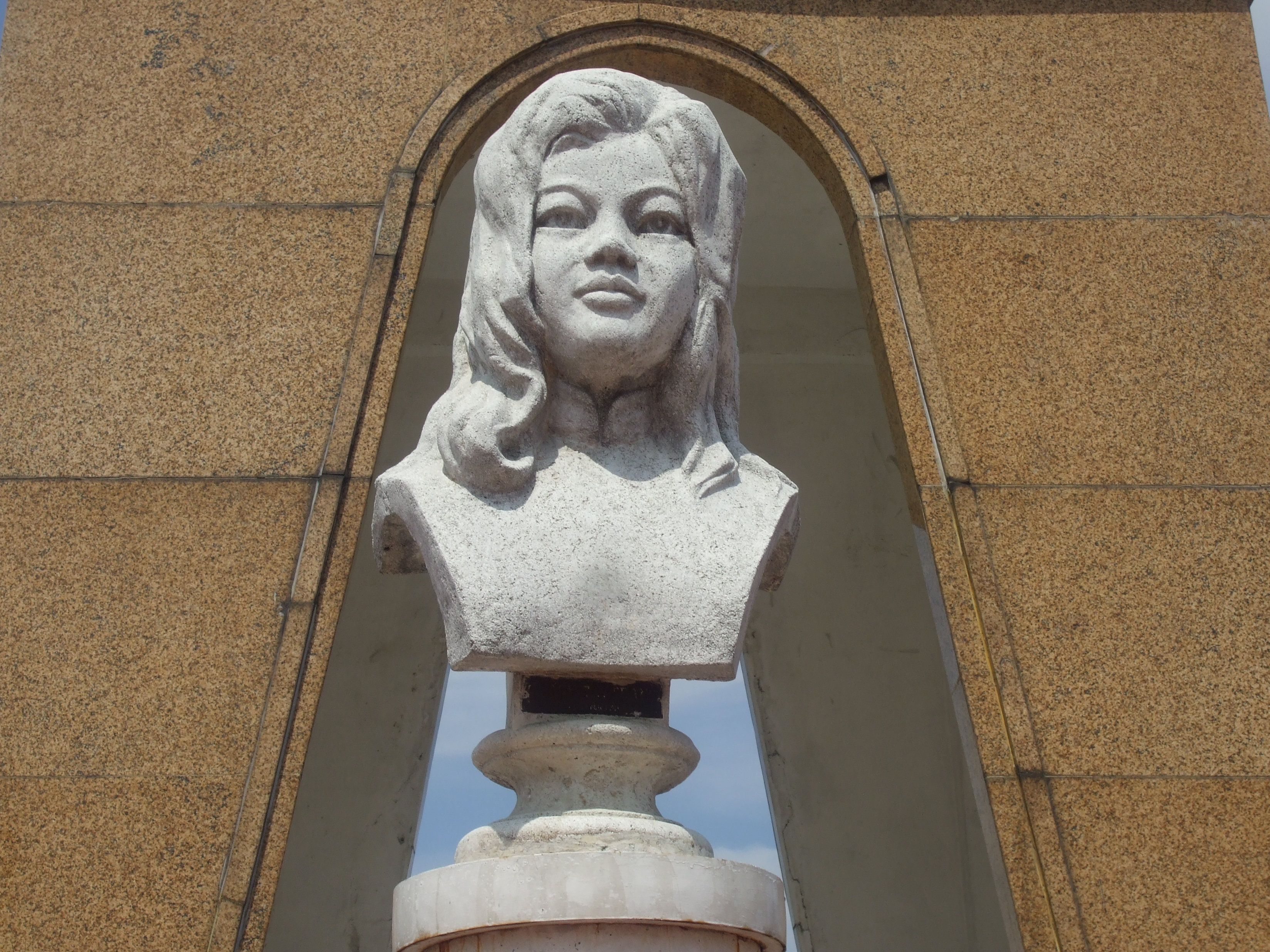
Tượng Quách Thị Trang tại bùng binh trước cửa chính chợ Bến Thành

Quách Thị Trang (1948 - 1963), pháp danh Diệu Nghiêm, là một phật tử tham gia trong cuộc biểu tình phản đối chính sách bất bình đẳng tôn giáo của chế độ Đệ nhất Cộng hòa và bị bắn chết vào ngày 25 tháng 8 năm 1963.

## Cuộc đời
Quách Thị Trang sinh ngày 4 tháng 1 năm 1948 tại làng Cổ Khúc, huyện Tiên Hưng (nay là xã Phong Châu huyện Đông Hưng), tỉnh Thái Bình. Chị là con ông Quách Văn Bội và bà Hà Thị Vân, và là con thứ tư trong một gia đình có sáu người con, gồm 4 trai 2 gái.
Năm 1954, trong cuộc di cư vào Nam, sáu anh chị em vào ở vùng Chí Hòa – Sài Gòn, riêng cha chị bị kẹt ở lại và khoảng 3 tháng sau thì được tin ông qua đời. Gặp cảnh nhà khó khăn, nhưng người mẹ đảm đang thu xếp, các anh chị em của chị đều được tiếp tục học hành, chị là nữ sinh của trường Nguyễn Khuyến, đồng thời sinh hoạt trong gia đình phật tử Minh tâm, pháp danh là Diệu Nghiêm.
Năm 1963, chị tích cực tham gia các phong trào đấu tranh chống chế độ và chính sách thiên vị tôn giáo của nhà cầm quyền lúc bấy giờ. 
Vào ngày 25 tháng 8 năm 1963, Quách Thị Trang có mặt trong số hơn 5.000 sinh viên học sinh biểu tình, trước công viên Diên Hồng ở trước cổng chính chợ Bến Thành (Sài Gòn). Cuộc biểu tình này do Ủy ban chỉ đạo Học sinh liên trường chỉ đạo, nhằm chống lại quy định "thiết quân luật" của chính phủ Việt Nam Cộng hòa.
Được lệnh cấp trên, đông đảo những cảnh sát dã chiến đã dàn quân và dùng loa yêu cầu đoàn biểu tình giải tán. Bất chấp những lời kêu gọi, tốp nữ học sinh đi đầu vẫn xông tới. Đến lúc này, viên cảnh sát Nguyễn Văn Khánh từ bót Lê Văn Ken (ngay trước Bệnh viện Sài Gòn) nổ súng thẳng vào đoàn biểu tình làm nhiều người chết và bị thương. Trong số người chết có Quách Thị Trang, khi ấy mới 15 tuổi.
Sau khi bị bắn chết, vì muốn giấu kín cái chết này nên cảnh sát đem thi hài chị về chôn trong nghĩa trang Tổng tham mưu. Tuy nhiên, danh tính của chị được xác nhận và các sinh viên học sinh và đông đảo người dân ở Sài Gòn đã tổ chức một đám tang lớn cho chị nhằm phản đối hành động này của chính quyền.
Ngày 26 tháng 8 năm 1963, Hội Thanh niên Thế giới, trụ sở tại Brussel, Bỉ đã đánh điện để phản đối việc chính phủ Ngô Đình Diệm đã tước bỏ quyền tự do dân chủ của thanh niên, sinh viên học sinh Việt Nam với nội dung: 
| “                          | Kính gởi Tổng thống Việt Nam Cộng hòa tại Sài Gòn: Hội Thanh niên Thế giới phản đối sự kỳ thị đáng ghét đối với đồng bào Phật giáo của ông và việc đóng cửa các trường đại học cùng đàn áp hung bạo đối với thanh niên, sinh viên cũng như bắt bớ và gây tang tóc cho bao người. Chúng tôi đòi hỏi ông phải trả lại quyền lợi cho mọi người công dân và tôn trọng tự do dân chủ". | ” |
| — Hội Thanh niên Thế giới. | |   |

## Dư âm
Ngay sau Cuộc đảo chính 1963 tại Nam Việt Nam lật đổ Tổng thống Ngô Đình Diệm, người dân Sài Gòn đã bắt đầu gọi nơi đây là "Bùng binh Quách Thị Trang" để tôn vinh chị thay cho tên gọi chính thức là "Công trường Diên Hồng".
Đầu tháng 8 năm 1964, để tưởng nhớ Quách Thị Trang, Hội sinh viên học sinh do sinh viên Vũ Quang Hùng làm trưởng ban, tổ chức quyên góp để tạc tượng chị. Ngày 25 tháng 8, nhân cuộc biểu tình chống tướng Nguyễn Khánh, tượng được dựng ngay ở gần nơi chị mất, tức ngay tại bùng binh, kề bên tượng đài danh tướng Trần Nguyên Hãn, trước cửa chính chợ Bến Thành, Sài Gòn.
Cũng trong năm này, Giáo hội Phật giáo Việt Nam Thống nhất đặt tên chị cho một cô nhi viện lớn, nuôi hơn 7.000 trẻ em mồ côi tọa lạc ở phía sau chùa Việt Nam Quốc Tự.
Năm 1965, được sự đồng ý của chính phủ tướng Nguyễn Cao Kỳ, thượng tọa Thích Mãn Giác đã cho đặt một tấm biển đồng đề "Liệt nữ Quách Thị Trang" tại bệ tượng. Năm 1966, phần mộ của chị đã được gia đình và một số Phật tử cải táng đưa về chùa Phổ Quang cho đến hôm nay.
Sau 1975, Chính phủ Cộng hòa Xã hội chủ nghĩa Việt Nam công nhận Quách Thị Trang là liệt sĩ và nơi chị đã hy sinh cũng được chính thức mang tên quảng trường Quách Thị Trang. Vì lý do thì công tuyến đường sắt tàu điện ngầm Bến Thành - Suối Tiên, cho nên quảng trường đã bị phá bỏ.